# Obtusodonta foxleei
Obtusodonta foxleei là một loài tò vò trong họ Ichneumonidae.